# Acrylate de tert-butyle
L'acrylate de tert-butyle est un composé chimique de formule CH2=CHCOOC(CH3)3. C'est l'ester d'acide acrylique CH2=CHCOOH et d'alcool tert-butylique (CH3)3COH. Il se présente comme un liquide incolore inflammable très volatil peu soluble dans l'eau. Il tend à polymériser et doit donc être distribué avec des stabilisants. Le liquide est moins dense que l'eau mais les vapeurs sont plus denses que l'air. 
On produit industriellement l'acrylate de tert-butyle par catalyse acide en faisant réagir de l'acide acrylique avec de l'isobutène CH2=C(CH3)2 sous une pression inférieure à 10 bar :
Ce mécanisme réactionnel correspond à l'addition électrophile d'un alcène à un acide carboxylique, plus précisément à une hydroalcoxylation. D'après la règle de Markovnikov, l'ion carbénium le plus stable se forme toujours, soit ici le cation tert-butyle C(CH3)3+. Le proton est par la suite clivé. L'estérification directe de l'acide acrylique avec l'alcool tert-butylique n'est pas possible en raison de l'encombrement stérique du groupe tert-butyle et de sa nature électrophile défavorable.
L'acrylate de tert-butyle polymérise facilement et est donc utilisé comme monomère pour produire homopolymères et copolymères. Il peut être mis à réagir avec des sels, des amides et des esters d'acide acrylique CH2=CHCOOH, d'acide méthacrylique CH2=C(CH3)COOH, d'acrylonitrile CH2=CHC≡N, d'acide maléique HOOCCH=CHCOOH, d'acétate de vinyle CH2=CHOCOCH3, de chlorure de vinyle CH2=CHCl, de styrène CH2=CHC6H5 ou de 1,3-butadiène CH2=CH–CH=CH2 pour former des polyesters insaturés ou des huiles siccatives. C'est une matière première importante en synthèse chimique car il intervient dans des réactions d'addition avec de nombreux composés organiques et inorganiques. Il peut également abaisser la température de transition vitreuse des polymères.
Les vapeur d'acrylate de tert-butyle peuvent former des mélanges explosifs avec l'air. Ce composé peut être absorbé par inhalation ou pour contact sur la peau, susceptible de provoquer une irritation aiguë de la peau et des muqueuses. Son effet sensibilisant cutané est susceptible de conduire à des maladies cutanées allergiques chroniques.